# Білосніжка: Смертельне літо
Білосніжка: Смертельне літо (англ. Snow White: A Deadly Summer) — американський фільм жахів 2012 року.

## Сюжет
Дівчину на ім'я Сноу за сприянням злої мачухи відправляють в лісовий табір, де її співмешканці починають вмирати один за одним. Сноу повинна розкрити секрети навколишнього страшного лісу до того, як сама стане жертвою.

## У ролях
| Актор                | Роль            |
| -------------------- | --------------- |
| Морін МакКормік      | Єва             |
| Ерік Робертс         | Грант           |
| Тім Абель            | Гантер          |
| Канту Р.Дж.          | Боб             |
| Чейз Беннетт         | Коул            |
| Челсі Рей Берньє     | Лорен           |
| Шенлі Касвелл        | Сноу            |
| Каміль Креган        | Міа             |
| Ейлін Дітц           | Ліла            |
| Аарон Джагер         | Шон             |
| Патрік Льюї          | Джейсон         |
| Керолін Парді-Гордон | доктор Бекерман |
| Джейсон-Шейн Скотт   | Марк            |
| Келсі Вебер          | Сара            |
| Гантер Енслі Врін    | Еріка           |